# 横山長治
横山 長治 （よこやま ながはる、慶長2年（1597年） - 寛永20年6月23日（1643年8月7日）） は、安土桃山時代から江戸時代前期にかけての武将、前田家の家臣、加賀藩家老。横山長知の子。正室は神谷守孝の娘。子は横山長昌（神谷長昌）、神谷隆正、横山氏従、正完(又は正房)。通称は式部。神谷 長治 （かみや　ながはる）としても知られる。

## 生涯
慶長2年（1597年）、前田氏家臣横山長知の三男として生まれる。
慶長10年（1605年）、祖父・横山長隆の長男である伯父・横山長秀の死去により、遺領9250石のうち5000石を相続する。慶長19年（1614年）、父・長知と共に前田家を退進するが、同年に大坂の陣が起こると父と共に復帰し、冬夏両陣に出陣して戦功を立てる。元和5年（1619年）、藩主・前田利常の命で、近習の十兵衛を上意討ちする。元和6年（1620年）、5000石の加増を受けて、知行1万石となる。神谷守孝の婿となり、前田利常の意向により名字を神谷に改め神谷式部と称す。また、寛永6年（1629年）に舅の守孝が死去すると、遺領のうち400石を長治室が相続、長治の長男の長昌が3000石を相続し前田利常の意向により神谷姓に改め、神谷式部と称した。
寛永20年（1643年）6月23日死去。享年47。家督は嫡男の長昌が相続した。長昌は横山家に復帰し、神谷家の名跡は弟の隆正が相続した。